# Route 236 (Terre-Neuve-et-Labrador)
Pour les articles homonymes, voir Route 236.
La route 236 est une route tertiaire de la province de Terre-Neuve-et-Labrador, située dans l'est de l'île de Terre-Neuve, sur la péninsule Bonavista. Elle est plus précisément située dans le centre-est de la péninsule. Elle est une route très faiblement empruntée, reliant Port Rexton à Stock Cove. Route alternative de la route 230, elle est nommée Stock Cove Rd., mesure 17 kilomètres, et est une route non-asphaltée sur l'entièreté de son tracé.

## Tracé
La 236 débute à l'ouest de Port Rexton, sur la route 230, la principale route de la péninsule. Elle se dirige vers le nord pendant 17 kilomètres en étant une route de gravier et en traversant une région isolée, passant près des lacs World et Stack Cove. Elle se termine sur la route 235 à Stock Cove, au sud de King's Cove.

## Parc Provincial
À son kilomètre 5, la 236 frôle la frontière est du parc provincial Lockston Path, qu'elle suit pendant 2 kilomètres.

## Communautés traversées
- Stock Cove